# Latin American Film Festival
Het Latin American Film Festival (LAFF) is een filmfestival dat tussen 2005 en 2013 jaarlijks in mei plaatsvond in het Louis Hartlooper Complex in de Nederlandse stad Utrecht. Het evenement werd per 1 januari 2014 opgeheven wegens een gebrek aan fondsen.

## Geschiedenis
Het LAFF werd in 2005 opgericht door Judith van den Burg en Jessica de Jaeger. Het groeide hierna uit van een klein overzichtsfestival tot een middelgroot festival en kennisnetwerk op het gebied van de Latijns-Amerikaanse film en cultuur. Het programma van het LAFF werd in de loop der jaren uitgebreid met een educatieprogramma, een openluchtfilmtournee en een studentenfilmprogramma.
Het LAFF beoogde jaarlijks het werk van (nieuwe) filmmakers uit en over Latijns-Amerika te presenteren. Naast het bieden van een overzicht van de beste recente films en documentaires, bood het LAFF een overzicht van de culturele en maatschappelijke ontwikkelingen van dit continent in een uitgebreid verdiepingsprogramma.

## Prijzen en winnaars

### Latin Angel Jury Award
De hoofdprijs van het festival werd tussen 2005 en 2013 door een vakjury uitgereikt voor de beste speelfilm:
- 2013: Beauty – Daniela Seggiario
- 2012: La Demora – Rodrigo Plá
- 2011: Post mortem – Pablo Larraín
- 2010: Norteado - Rigoberto Perezcano
- 2009: La Rabia - Albertina Carri
- 2008: Las Niñas – Rodrigo Marín
- 2007: Madrigal – Fernando Perez
- 2006: En la Cama – Matías Bize
- 2005: El Viaje hacia el Mar – Guillermo Casanova

### Hivos Latin Angel Publieksprijs speelfilms
Deze speciale prijs in de categorie 'Speelfilms' is van 2007 tot 2013 toegekend aan de volgende winnaars.
- 2013: Infancia Clandestina - Benjamín Ávila
- 2012: Un Cuento Chino - Sebastián Borensztein
- 2011: También la Lluvia - Icíar Bollaín
- 2010: Contracorriente - Javier Fuentes León
- 2009: Última Parada 174 - Bruno Barreto
- 2008: Tropa de Elite - José Padilha
- 2007: Proibido Proibir - Jorge Durán

### Hivos Latin Angel Publieksprijs documentaires
Deze speciale prijs in de categorie 'Documentaires' is van 2007 tot 2013 toegekend aan de volgende winnaars.
- 2013: Gimme the Power - Olallo Rubio
- 2012: Senna - Asif Kapadia
- 2011: Boys of Summer - Keith Aumont
- 2010: Hijos de Cuba - Andrew Lang
- 2009: Coyote - Chema Rodríguez
- 2008: Circunstancias Especiales - Héctor Salgado
- 2007: Las Estrellas de la Línea - Chema Rodríguez